# Экерсли, Нил
Нил Экерсли (англ. Neil Eckersley; род. 5 апреля 1964, Болтон, Большой Манчестер) — британский дзюдоист, чемпион и призёр чемпионатов Великобритании, бронзовый призёр чемпионатов Европы, бронзовый призёр летних Олимпийских игр 1984 года в Лос-Анджелесе, участник двух Олимпиад.

## Карьера
Выступал в суперлёгкой весовой категории (до 60 кг). Чемпион (1985 год) и бронзовый призёр (1983, 1984) чемпионатов Великобритании. Бронзовый призёр чемпионатов Европы 1987 и 1988 годов. Победитель и призёр международных турниров.
На Олимпиаде в Лос-Анджелесе Экерсли выиграл бронзовую медаль. На следующей Олимпиаде в Сеуле Экерсли занял 14-е место.

## Личная жизнь
Художник. Его выставки проходили в Британии, Норвегии и Франции.